# Cobra (pel·lícula)
Cobra és una pel·lícula d'acció americà realitzat per George Cosmatos. Estrenada el 1986 als Estats Units.
El guió de Sylvester Stallone és vagament basat en la novel·la A Running Duck de Paula Gosling. La novel·la serà per contra adaptada el 1995 per Andrew Sipes en Caça legal amb William Baldwin i Cindy Crawford. Ha estat doblada al català.

## Argument
Després d'haver aconseguit evitar el pitjor en una presa d'ostatges en un supermercat, un policia d'aspecte i mètodes virils, el Tinent
Marion Cobretti (anomenat « Cobra »), recupera una investigació sobre una sèrie d'homicidis.

## Repartiment
- Sylvester Stallone: Marion Cobretti, « Cobra »
- Brigitte Nielsen: Ingrid Knudsen
- Reni Santoni: El sergent Gonzales
- Andrew Robinson: L'inspector Monte
- Art LaFleur: El capità Sears
- Val Avery: El comissari Halliwell
- Brian Thompson: l'assassí
- Lee Garlington: L'inspector Nancy Stalk
- Marco Antonio Rodríguez: l'assassí del supermercat
- David Rasche: Dan

## Al voltant de la pel·lícula
- George Pan Cosmatos havia ja dirigit Stallone en Rambo 2 l'any 1985.
- Brigitte Nielsen era a l'època l'esposa de Sylvester Stallone. Havia actuat al seu costat l'any precedent en la pel·lícula Rocky 4.[5]
- El Mercury de Cobretti pertanyia veritablement a Sylvester Stallone. La producció ha construït tanmateix una rèplica per les escenes de risc.[6]
- Quan Cobretti neteja el seu Colt 1911, es pot veure que està carregat amb bales de fogueig.
- La pel·lícula El Solitaire de Jacques Deray amb Jean-Paul Belmondo, estrenada un any més tard, havia igualment de titular-se Cobra. Però per evitar-ho, es va canviar durant la producció.[7]

## Rebuda

### Crítica
Cobra va obtenir un percentatge del 13 % de parers favorables en el lloc Rotten Tomatoes, basat en 16 comentaris i una nota mitjana de 2.7/10.

### Box-office
La pel·lícula va tenir un èxit modest al box-office (aproximadament 60 milions de $ al box-office americà) amb relació a les precedents pel·lícules de Stallone (Rocky 4 o Rambo 2).

## Nominacions
- La pel·lícula serà nominada en els Razzie Awards 1986, en les categories següents :[9]
  - Millor actor per Sylvester Stallone
  - Millor actriu per Brigitte Nielsen
  - Millor revelació per Brian Thompson
  - Millor fotografia per Ric Waite
  - Millor guió per Sylvester Stallone
  - Millor segon paper per Brian Thompson